# 74ª Brigata fucilieri motorizzata delle guardie "Zvenigorodka-Berlino"
La 74ª Brigata autonoma fucilieri motorizzata delle guardie "Zvenigorodka-Berlino" (in russo 74-я отдельная гвардейская мотострелковая Звенигородско-Берлинская бригада?, 74-ja otdel'naja gvardejskaja motostrelkovaja Zvenigorodsko-Berlinskaja brigada, unità militare 21005) è un'unità di fanteria meccanizzata delle Forze terrestri russe, subordinata alla 41ª Armata combinata delle guardie del Distretto militare centrale e con base a Jurga.

## Storia

### Unione Sovietica
Le origini della brigata risalgono alla 94ª Divisione fucilieri delle guardie dell'Armata Rossa, costituita nella regione di Kursk il 23 aprile 1943 consolidando due brigate fucilieri (14ª delle guardie e 96ª) formate l'anno precedente e veterane della battaglia di Stalingrado. Ricevette il battesimo del fuoco durante la battaglia di Kursk, inquadrata nel 35º Corpo fucilieri delle guardie. Successivamente prese parte alla quarta battaglia di Char'kov, alla battaglia di Korsun' e all'offensiva Uman'-Botoșani alle dipendenze della 5ª Armata d'urto. Per la liberazione di Zvenyhorodka venne intitolata alla città il 13 febbraio 1944. L'8 aprile fu insignita dell'Ordine di Suvorov per essersi distinta durante l'attraversamento del Dnestr. Alla fine del 1944 la divisione venne trasferita in Polonia per partecipare all'operazione Vistola-Oder, durante la quale contribuì alla conquista e alla successiva difesa di una testa di ponte oltre l'Oder presso la città di Küstrin. In seguito venne impiegata durante la battaglia di Berlino, terminando la guerra fra le strade della capitale tedesca e venendole ufficialmente intitolata l'11 giugno 1945.
Nel corso della guerra fredda rimase di stanza nella Repubblica Democratica Tedesca come parte del Gruppo di forze sovietiche in Germania. Il 17 maggio 1957, a Schwerin, l'unità venne riorganizzata come 94ª Divisione fucilieri motorizzata delle guardie (unità militare 35882). Alla fine degli anni 70 venne inquadrata nella 2ª Armata corazzata delle guardie.

### Federazione Russa
In seguito allo scioglimento dell'Unione Sovietica la divisione è stata ritirata in Russia, a Jurga, dove nel settembre 1993 è stata riorganizzata nell'attuale 74ª Brigata fucilieri motorizzata delle guardie, conservando i titoli e le tradizioni della precedente unità.
Fra il dicembre 1994 e l'aprile 1995 la brigata ha preso parte alla prima guerra cecena, combattendo nell'assedio di Groznyj e catturando due villaggi nei pressi della città. In totale 128 soldati dell'unità sono stati uccisi durante il conflitto. Il 1º febbraio 2014 il ministro della difesa Sergej Šojgu ha conferito alla brigata l'Ordine di Kutuzov.
Militari appartenenti alla brigata hanno preso parte alle operazioni per l'occupazione russa della Crimea nel febbraio 2014. A partire da agosto dello stesso anno elementi della brigata sono stati impiegati durante la guerra del Donbass, partecipando alla battaglia dell'aeroporto di Luhans'k e ad altri scontri nella regione. A settembre una colonna di mezzi corazzati della brigata è stata distrutta nei pressi di Krasnodon. Soldati a contratto dell'unità hanno combattuto nell'inverno 2014-2015 sotto la copertura del Battaglione "Hooligans" della Repubblica Popolare di Lugansk. Elementi della brigata hanno preso parte all'intervento russo nella guerra civile siriana nel 2015.

#### Guerra russo-ucraina
A partire dal 24 febbraio 2022 la brigata è stata coinvolta nell'invasione russa dell'Ucraina, entrando nel paese da nord e puntando verso Černihiv. Le forze russe sono state fermate alle porte della città, che è stata quindi assediata per oltre un mese e difesa dalla 1ª Brigata corazzata e dalla 119ª Brigata di difesa territoriale. Un plotone da ricognizione della brigata si è arreso il primo giorno di guerra in quanto il personale si era rifiutato di combattere dopo aver scoperto di essere stato "portato in Ucraina per uccidere gli ucraini". Il 17 marzo è morto in combattimento il vice comandante della brigata, tenente colonnello Evgenij Zelenov. Durante l'occupazione dell'oblast' di Černihiv i soldati della brigata hanno commesso crimini di guerra, torturando e uccidendo civili presso la città di Slavutyč.
Dopo il completo fallimento dell'offensiva su Kiev e la conseguente ritirata dall'Ucraina settentrionale, ad aprile la brigata è stata rischierata nella regione di Charkiv, dove insieme a numerose unità russe ha condotto un importante attacco in direzione di Lyman. Fra l'8 e il 10 maggio un BTG della brigata ha tentato di attraversare il Donec all'altezza di Bilohorivka, venendo fermato dall'artiglieria ucraina. Le truppe russe hanno riportato perdite elevatissime, pari ad almeno 485 uomini ed 80 veicoli da combattimento. La brigata ha continuato a operare nell'area anche nei mesi successivi, riprendendo gli attacchi nell'area di Sivers'k a dicembre con il supporto del battaglione BARS-7. Nel luglio 2023 è stata impiegata per un'offensiva a ovest di Kreminna, senza ottenere successi.
Nell'inverno 2023-2024 la brigata è stata trasferita nel settore settentrionale della regione fortificata di Avdiïvka e ha partecipato ai combattimenti contro le truppe ucraine schierate a difesa. Nel mese di febbraio i reparti della brigata sono riusciti a sfondare per primi le linee ucraine ed entrare nell'area urbana centrale della città intercettando la principale via di comunicazione ucraina. L'alto comando ucraino ha quindi annunciato la ritirata generale dall'area fortificata e i russi hanno occupato rapidamente tutta la regione di Avdiïvka, che è caduta il 17 febbraio. La 74ª Brigata ha combattuto con successo occupando numerose aree urbane nei quartieri centro-orientali e nord-orientali della città; avanzando lungo la via Pervomajska, i soldati russi della brigata hanno raggiunto via Mira. Nel corso di quattro mesi di combattimenti l'unità avrebbe subito perdite pari a oltre il 70% degli effettivi. Al fine di mantenere la capacità operativa per tutta la durata delle operazioni la brigata è stata rinforzata dal 1007º, 1194º, 1195º, 1308º Reggimento fucilieri motorizzato (unità militare 29296, 29593, 29594, e 78568), costituiti con personale mobilitato.
Per il suo comportamento in battaglia ad Avdiïvka e i risultati raggiunti, la 74ª Brigata fucilieri motorizzata è stata tra le unità dell'esercito russo segnalate e ringraziate pubblicamente dal comandante in capo supremo, il presidente Vladimir Putin, con un messaggio indirizzato al comandante del Distretto militare centrale, generale Andrej Mordvičev. Dopo la caduta di Avdiïvka, insieme alla 35ª e alla 55ª Brigata fucilieri motorizzata, ha continuato la spinta offensiva verso ovest conquistando il 24 febbraio anche il villaggio di Lastočkyne, costringendo le truppe ucraine a ripiegare. In seguito alla conquista russa di Očeretyne la brigata è stata immessa nel saliente insieme alla 15ª Brigata fucilieri motorizzata ed elementi della 90ª Divisione corazzata, attaccando le posizioni ucraine a sud dell'insediamento difese dalla 47ª e dalla 23ª Brigata meccanizzata. Alla fine di maggio, insieme alla 15ª Brigata fucilieri motorizzata, ha lanciato un importante assalto in direzione di Sokil, a est di Očeretyne, inizialmente senza ottenenere nessun guadagno territoriale.
Il 2 luglio 2024 il Ministero della difesa russo ha diffuso un comunicato del ministro Andrej Belousov, nel quale si congratula con gli oltre 11.000 soldati che hanno servito nella 74ª Brigata e hanno ricevuto onorificenze statali; secondo alcune fonti occidentali questo dato confermerebbe l'elevatissimo tasso di perdite subite dall'unità nel corso del conflitto, in quanto la dimensione sulla carta di una brigata russa ammonta a circa 3000-4000 uomini.
Nei mesi seguenti la brigata ha continuato a combattere in direzione di Pokrovs'k, avanzando lungo la strada T0511 fino a raggiungere il villaggio di Hrodivka a metà settembre insieme alla 35ª Brigata fucilieri motorizzata. Successivamente impiegata nell'area di Selydove, per ripianare le perdite subite ha integrato personale proveniente dal 439º Reggimento fucilieri motorizzato (unità militare 41885), recentemente costituito a Jurga. La brigata, impiegata sempre nel settore di Pokrovs'k, ha raggiunto e occupato l'11 gennaio 2025 la cittadina di Ševčenko, tre chilometri a sud-ovest di Pokrovs'k; per i risultati raggiunti l'unità è stata menzionata ed elogiata nel comunicato ufficiale del Ministero delle difesa russo. All'inizio di febbraio è stato ucciso in combattimento il comandante di un battaglione fucilieri motorizzato della brigata, tenente colonnello Vadim Barasabec. Secondo documenti della 41ª Armata combinata ottenuti dall'intelligence ucraina, al 1º giugno 2025 la brigata avrebbe subito durante il conflitto perdite confermate pari a 2479 morti e 2732 dispersi. Durante l'estate la brigata ha continuato a combattere a sud di Pokrovs'k e Myrnohrad insieme alle altre unità della 41ª Armata.

## Struttura
- Comando di brigata[46]
- 867º Battaglione fucilieri motorizzato
- 873º Battaglione fucilieri motorizzato
- 880º Battaglione fucilieri motorizzato
- 13º Battaglione corazzato (T-72B3)
- Gruppo artiglieria
  - Batteria controllo e ricognizione di artiglieria
  - 227º Battaglione artiglieria semovente (2S3 Akatsiya)
  - 230º Battaglione artiglieria semovente (2S3 Akatsiya)
  - 243º Battaglione artiglieria lanciarazzi (BM-21 Grad)
  - 237º Battaglione artiglieria controcarri (MT-12 Rapira e 9K114 Šturm)
- Gruppo difesa aerea
  - Plotone controllo e ricognizione radar
  - Battaglione missilistico contraereo delle guardie (9K33 Osa)
  - Battaglione artiglieria missilistica contraerei (9K35 Strela-10, 2K22 Tunguska e 9K38 Igla)
- Battaglione genio
- Battaglione ricognizione
- Battaglione comunicazioni
- Battaglione manutenzione
- Battaglione logistico
- Compagnia comando
- Compagnia guerra elettronica
- Compagnia UAV
- Compagnia difesa NBC
- Compagnia cecchini
- Compagnia medica

## Comandanti
- Colonnello Ivan Russkich (1943)
- Colonnello Grigorij Šostackij (1943-1945) †[47]
- Maggior generale Isaak Gasparjan (1945)
- Maggior generale Vladimir Cetlin (1945-1947)
- Maggior generale Aleksej Batluk (1951-1952)
- Maggior generale Fëdor Aleksandrov (1964-1970)
- Tenente colonnello Michail Davydov (1992-1993)
- Colonnello Arkadij Bachin (1993-1995)
- Colonnello Aleksej Avdeev (1995-1997)
- Colonnello Aleksandr Mel'nikov (1997-2000)
- Maggior generale Farid Balaliev (2000-2002)
- Colonnello Oleg Cekov (2007-2009)
- Colonnello ? Rogalëv (2009-2011)
- Maggior generale Artur Šemajtis (2011-2014)[48]
- Colonnello Vjačeslav Gurov (2014-2016)
- Maggior generale Vladimir Ašitok (2016-2019)
- Colonnello Nikolaj Šubin (2019-2021)
- Tenente colonnello Pavel Eršov (2021- 202?)
- Colonnello Rinat Chalikov (202? - in carica)[49]